# Nirmatrelvir
Il Nirmatrelvir (nome di sviluppo PF-07321332), commercializzato anche, quando confezionato con il Ritonavir, con il nome di Paxlovid o Bexovid, è un farmaco antivirale attivo per via orale, costituito da una associazione di 20 compresse di PF-07321332 da 150 mg di colore rosa e 10 compresse di 100 mg di ritonavir di colore bianco e sviluppato da Pfizer per il trattamento precoce dei pazienti affetti da SARS-CoV-2.
Il 22 dicembre 2021, la Food and Drug Administration (FDA) statunitense ha autorizzato l'uso in emergenza del paxlovid, come terapia antivirale orale per il trattamento del COVID-19.
L'agenzia farmaceutica britannica Medicines and Healthcare products Regulatory Agency (MHRA) ha concesso l'approvazione condizionale a Paxlovid il 31 dicembre 2021. Può essere utilizzato in persone di età superiore ai 18 anni con sintomi da lievi a moderati che sono a rischio di malattie gravi.
Il processo di approvazione ufficiale per l'UE è iniziato il 10 gennaio 2022; successivamente il 28 gennaio 2022 è stata concessa l'approvazione condizionale da parte dell'Agenzia europea per i medicinali (EMA).
Nella prima settimana di febbraio 2022 il farmaco è disponibile per la terapia di pazienti adulti con infezione recente da SARS-CoV-2 con malattia lieve-moderata che non necessitano ossigenoterapia e con condizioni cliniche concomitanti che rappresentino specifici fattori di rischio per lo sviluppo di COVID-19 severa.

## Farmacologia
È un profarmaco antivirale sviluppato dalla casa farmaceutica Pfizer, che agisce come un inibitore della proteasi 3CL. È un inibitore covalente, che si lega direttamente al sito catalitico della proteasi del virus.. Si trova nella fase sperimentazione di 3 per il trattamento della sindrome COVID-19, in associazione con il ritonavir,. In questa combinazione, il ritonavir serve a rallentare il metabolismo di azione del PF-07321332, facendo sì di mantenere in circolazione nell'organismo concentrazioni più elevate del farmaco.

## Attività clinica
Nel trattamento dei pazienti affetti da COVID-19, ha dimostrato un'efficacia di circa 89% nell'evitare l'ospedalizzazione e la morte dei malati.
Il farmaco mostra sottili differenze riguardo ai modelli di risposta antivirale tra le varianti (wild tipe) WT, Omicron e Delta; inoltre, la combinazione di molnupiravir e nirmatrelvir ha esercitato un'attività antivirale sinergica.

## Effetti collaterali
Spesso il farmaco è associato ad effetti collaterali anomali, quali riduzione della capacità polmonare, disfunzioni del sistema cardio circolatorio e indebolimento della risposta immunitaria.
Gli effetti collaterali più frequenti, rispetto al placebo, sono:
la disgeusia (6% e <1%, rispettivamente),
la diarrea (3% e 2%),
l'ipertensione (1 % e <1%) e
la mialgia (1% e <1%).

## Interazioni con altri medicinali e altre forme di interazione
L'associazione con il ritonavir, inoltre, comporta una serie di interazioni farmacologiche con agenti che includono statine, steroidi, ipnotici sedativi, anticoagulanti e terapie antiaritmiche, farmaci questi prescritti spesso nelle popolazioni più anziane, con età ≥70 anni, a maggior rischio di complicanze dovute all'infezione da SARS-CoV-2.
Sono controindicati in associazione con il Paxlovid, in modo non esaustivo, i seguenti farmaci:
- Alfabloccanti: alfuzosin
- Analgesici: petidina, piroxicam, propoxifene
- Antianginosi: Ranolazina
- Antitumorali: apalutamide, neratinib, venetoclax
- Antiaritmici: amiodarone, bepridil, dronedarone, encainide, flecainide, propafenone, chinidina
- Antibiotici: acido fusidico, rifampicina
- Anticonvulsanti: carbamazepina, fenobarbital, fenitoina
- Antigottosi: colchicina
- Antistaminici: astemizolo, terfenadina
- Antipsicotici/neurolettici: lurasidone, pimozide, clozapina, quetiapina
- Derivati dell'ergot: diidroergotamina, ergonovina, ergotamina, metilergonovina
- Procinetici: cisapride
- Prodotti erboristici:  St.  John’s wort  (Hypericum perforatum)
- Antidislipidemici o inibitori della HMG-CoA reduttasi: lovastatina, simvastatina, lomitapide, atorvastatina, fluvastatina, pravastatina, rosuvastatina
- Inibitori delle fosfodiesterasi: avanafil, sildenafil, vardenafil
- Sedativi/ipnotici: clorazepato, diazepam, estazolam, flurazepam, midazolam orale e triazolam